# 石川県道172号徳久粟生線
石川県道172号徳久粟生線（いしかわけんどう172ごう とくひさあおせん）は、石川県能美市徳久町と粟生町を結ぶ一般県道（石川県道）である。

## 路線概要
- 起点：石川県能美市徳久町ナ68番地先（＝徳久交差点・石川県道4号小松鶴来線交点）
- 終点：石川県能美市粟生町ホ18番2地先（＝粟生南交差点・石川県道157号松任寺井線交点）

起点の徳久交差点から北から西へとカーブし、田園地帯を西に進み、能美市新保町の集落を抜け、同市粟生町の集落に入り、終点の粟生南交差点に至る。

## 歴史
- 1960年（昭和35年）10月15日：路線認定。

## 通過する自治体
- 石川県
  - 能美市

## 接続道路
- 石川県道4号小松鶴来線（能美市徳久町・徳久交差点）
- 石川県道157号松任寺井線（能美市粟生町・粟生南交差点）